# 耶律拔里得
耶律拔里得（?—?），字孩鄰，辽国（契丹）政治人物、軍人。又作耶律拔里、耶律麻答、耶律满达勒。
耶律阿保機弟弟耶律剌葛之子。辽太宗即位后，受到親任。944年，太宗攻打後晋石重貴，拔里得包围攻下德州，擒获刺史師居璠等二十七人。946年，太宗再攻打後晋，軍至滹沱河，杜重威投降，拔里得战功赫赫。太宗入開封城，因功績任安國軍節度使，为河北道行政总領。太宗率领大队归還本国，河北州郡叛乱頻发。劉知遠起兵，拔里得不能守，归还本国。辽世宗即位，转任中京留守，不久去世。《契丹国志》记载为被辽世宗毒杀。

## 延伸阅读
[在维基数据编辑]
 《遼史·卷76》，出自脱脱《遼史》